# الخيول في الولايات المتحدة

للخيول في الولايات المتحدة شعبية كبيرة ومكانة معترف بها من قبل عدد من المراقبين والباحثين. تبلغ أعدادها 9.2 مليون في مختلف أرجاء البلاد، وهناك 4.6 مليون مواطن أمريكي منخرطون في أعمال متعلقة بالخيول. بالإضافة إلى أن هناك 82,000 حصان وحشي [الإنجليزية] تتجول بحرية في براري بعض الولايات.
انقرضت الخيول من الأمريكتين قبل 8,000 - 12,000 سنة، وعند وصول الإسبان في القرن السادس عشر الميلادي إلى البر الأمريكي أحضروا الخيول معهم وأعادوا توطينها في القارة.